# .ch

El mantenimiento del dominio .ch está administrado por la fundación SWITCH

.ch es el dominio de nivel superior geográfico (ccTLD) para la Confederación Helvética.